# منیفولد دود

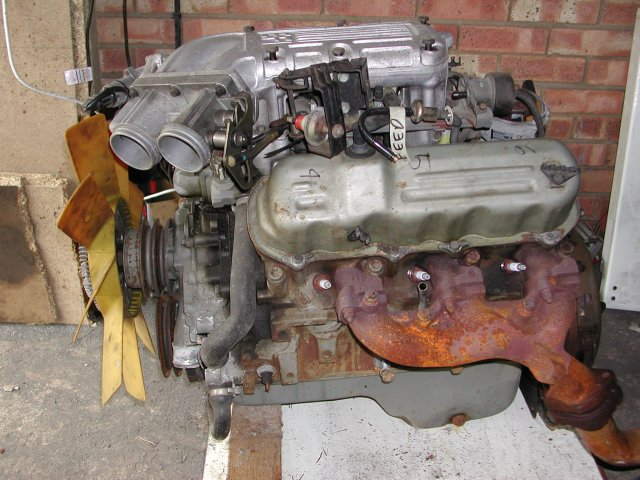
سه‌شاخه چدنی زنگ‌زده سمت راست پائین یک چندراهه از بخش دست چپی یک موتور فورد کلن و۶ مدل ۲٫۹ است.

مَنیفولد یا چندراهه یکی از قطعات خودرو است.
چندراهه بخشی از موتور است که آمیزهٔ سوخت و هوا را از سیلندرها خارج می‌کند.
در خودروها دو نوع چندراهه وجود دارد، یکی چندراههٔ بنزین که هوا را به درون سیلندرها می‌کشد و دیگری چندراههٔ دود برای تخلیهٔ دود اگزوز.*
در میان لوله اگزوز و چندراهه دو قطعه لوله به نام‌های انبارهٔ اول و دوم قرار دارند.
منیفولدهای اگزوز معمولاً از چدن یا فولاد ضدزنگ ساده ساخته می‌شوند و وظیفه دارند گازهای خروجی موتور را از چند سیلندر جمع‌آوری کرده و به لولهٔ اگزوز منتقل کنند. این منیفولدها شامل لوله‌های خروجی جداگانه‌ای برای هر سیلندر هستند که در نهایت معمولاً به یک لولهٔ واحد به نام «کالکتور» (جمع‌کننده) می‌پیوندند. اگر هدرهایی بدون کالکتور باشند، به آن‌ها «هدر زومی» (Zoomie headers) گفته می‌شود.
هدرهای تقویتی یا افترمارکت که به‌طور جداگانه روی خودرو نصب می‌شوند، اغلب از لوله‌های فولاد نرم یا فولاد ضدزنگ ساخته می‌شوند و شامل فلنج‌های تخت و گاهی کالکتوری با قطر بیشتر (از جنسی مشابه لوله‌های اصلی) هستند. این هدرها ممکن است با پوشش‌های سرامیکی (از داخل و بیرون)، رنگ مقاوم در برابر حرارت یا بدون پوشش عرضه شوند. هدرهای آب‌کاری‌شده با کروم نیز وجود دارند، ولی پس از استفاده، به‌مرور آبی‌رنگ می‌شوند. فولاد ضدزنگ پولیش‌شده هم با استفاده تغییر رنگ می‌دهد (معمولاً به زردی می‌گراید) اما کمتر از کروم تغییر رنگ می‌دهد.
یکی از روش‌های دیگر برای ارتقا، عایق‌کاری منیفولد اگزوز (چه معمولی، چه تقویتی) است. این کار باعث کاهش گرمای ساطع‌شده به محفظهٔ موتور شده و دمای منیفولد ورودی را پایین می‌آورد. چند نوع عایق حرارتی رایج هستند که سه مورد از آن‌ها بیشتر مورد استفاده قرار می‌گیرند:
1. رنگ سرامیکی که با اسپری یا قلم‌مو روی منیفولد پاشیده شده و سپس در کوره حرارت داده می‌شود. این پوشش‌ها نازک هستند و عایق حرارتی زیادی ندارند، اما با کاهش تابش گرما، باعث کاهش دمای محفظهٔ موتور می‌شوند.
2. پوشش پاشش حرارتی سرامیکی: ترکیب سرامیکی با روش پاشش حرارتی به سطح منیفولد چسبانده می‌شود و پوششی مقاوم با عایق حرارتی بسیار بالا ایجاد می‌کند. این روش اغلب در خودروهای مسابقه‌ای یا عملکرد بالا به‌کار می‌رود.
3. نوار پیچشی اگزوز: منیفولد را کاملاً با نوار عایق حرارتی می‌پیچند. این روش ارزان و ساده است، ولی ممکن است باعث فرسایش زودرس منیفولد شود.

هدف اصلی استفاده از هدرهای تقویتی در خودروهای پرفورمنس، کاهش مقاومت در برابر جریان گاز خروجی (موسوم به فشار بازگشتی) و افزایش بازده حجمی موتور است، که در نهایت باعث افزایش توان خروجی موتور می‌شود. این پدیده با قوانین گاز، به‌ویژه قانون گاز آرمانی و قانون ترکیبی گازها قابل توضیح است.

## خرابی واشر چندراهه
اگر واشر چندراههٔ هوا آسیب ببیند در کارکرد پیشرانه اختلال ایجاد می‌شود و حتی ممکن است پیشرانه بیش از حد گرم شود.
اولین و شایع‌ترین نشانهٔ خرابی واشر چندراههٔ هوا کاهش کارایی و عملکرد پیشرانه است.
از دیگر نشانه‌های خرابی واشر چندراههٔ هوای آسیب‌دیده، نشتی مایع خنک‌کننده (آب رادیاتور) است.